# Mukbile Sultan
Emine Mukbile Sultan (turco ottomano: امينه مقبله سلطان, lett. "benevola" o "degna di fiducia" e "colei che crede"; Istanbul, 17 settembre 1911 – Istanbul, 21 maggio 1995) è stata una principessa ottomana, figlia di Şehzade Ömer Hilmi e nipote del sultano Mehmed V.

## Origini
Emine Mukbile Sultan nacque il 17 settembre 1911 a Istanbul, nel Palazzo Dolmabahçe. Suo padre era Şehzade Ömer Hilmi, figlio minore del sultano ottomano Mehmed V, e sua madre la consorte Hatice Fidervs Gülnev Hanım. Aveva un fratello minore, Şehzade Mahmud Namik.
Nel 1924 la dinastia ottomana venne esiliata.
Mukbile e la sua famiglia si stabilirono prima a Beirut in Libano e poi a Nizza in Francia.

## Matrimonio
Nel 1928 Mukbile venne fidanzata a Şehzade Ali Vasib, un suo lontano cugino, in quanto entrambi discendenti da un figlio del sultano Abdülmecid I, Mukbile come nipote di Mehmed V e Ali Vasib come pronipote di Murad V.
Si sposarono il 30 novembre 1931, al Ruhl Hotel di Nizza. In seguito, si trasferirono a Il Cairo, in Egitto, dove vissero in un modesto appartamento in affitto nel quartiere Maadi. La casa si trovava a fianco alla sinagoga e il loro affittuario era Meyr Biton, uno stretto assistente di Haim Nahum Efendi, il Gran Rabbino d'Egitto, di origine turca. In seguito si trasferirono ad Alessandria d'Egitto, dove ebbero il loro unico figlio.
Nel 1952 le venne comunicato che l'esilio era stato revocato per le principesse e che avrebbe potuto rientrare in Turchia, ma scelse di non farlo perché suo marito, in quanto principe, era ancora sottoposto a esilio. Rientrarono insieme a Istanbul nel 1974, dopo la revoca completa, portando con loro il figlio. Si stabilirono a Beşiktaş e poterono visitare il palazzo Dolmabahçe.
Nel 1977, alla morte di Şehzade Mehmed Abdülaziz, Ali Vasib divenne Capo della Casa Imperiale di Osman.
Mukbile rimase vedova nel 1983.

## Morte
Mukbile Sultan morì il 21 maggio 1995 a Beşiktaş, Istanbul, all'età di ottantatré anni. Venne sepolta nel mausoleo Mehmed V.

## Discendenza
Dal suo matrimonio, Mukbile ebbe un solo figlio:
- Şehzade Osman Selaheddin Vasib Osmanoğlu (n. 7 luglio 1940). Il 27 agosto 1966 ha sposato con Athena Joy Christoforides (da cui ha divorziato il 6 maggio 1991), hanno tre figli e una figlia:
  - Ayşe Gülnev Sultan Osmanoğlu (n. 17 gennaio 1971, Inghilterra). Autrice di romanzi storici sulla dinastia ottomana, fra cui The Gilded Cage on the Bosphorus. Ha sposato Nicholas Sutton il 27 agosto 1994 e ha tre figli:
    - Sultanzade Max Ali Sutton (n. 5 gennaio 2000, Londra)
    - Sultanzade Cosmo Tarik Sutton (n. 10 settembre 2001, Londra)
    - Sultanzade Lysander Gengiz Sutton (n. 12 aprile 2003, Londra)

  - Şehzade Orhan Murad Osmanoğlu (n. 26 dicembre 1972, Inghilterra). Ha sposato Patricia Emine Iotti il 18 febbraio 2001. Hanno due figli:
    - Şehzade Turan Cem Osmanoğlu (n. 7 gennaio 2004, Inghilterra)
    - Şehzade Tamer Nihad Osmanoğlu (n. 2006)

  - Şehzade Nihad Reşad Osmanoğlu (17 settembre 1978 - 19 dicembre 1978, Inghilterra).
  - Şehzade Selim Süleyman Osmanoğlu (n. 15 dicembre 1979, Inghilterra). Il 22 giugno 2003 a Istanbul ha sposato Alev Öcal. Hanno un figlio:
    - Şehzade Batu Bayezid Osmanoğlu (n. 2008)